# Gare de Boukhamouza
La gare de Boukhamouza est une gare ferroviaire algérienne située sur le territoire de la commune de Oued Fragha, dans la wilaya de Guelma.

## Situation ferroviaire
La gare est située dans la localité de Boukhamouza, dans le nord-est de la commune de Oued Fragha, sur la ligne d'Annaba à Djebel Onk. Elle est précédée de la gare de Regouche Ahmed et suivie de celle de Oued Fragha.

## Histoire
Lors de la colonisation, la gare portait le nom de gare de saint-joseph avant 1962,.

## Service des voyageurs

### Desserte
La gare de Boukhamouza est desservie par les trains régionaux de la liaison Annaba - Tébessa.